# Sila Lat (huyện)
Sila Lat (tiếng Thái: ศิลาลาด) là một huyện (amphoe) ở vùng tây bắc của tỉnh Sisaket, đông bắc Thái Lan.

## Lịch sử
Tiểu huyện (king amphoe) được thành lập ngày 1 tháng 7 năm 1997, khi bốn tambon được tách ra từ Rasi Salai.
Theo quyết định của chính phủ Thái Lan vào ngày 15 tháng 5 năm 2007, tất cả 81 tiểu huyện đều được nâng lên thành huyện. Với việc đăng công báo ngày 24 tháng 8, việc nâng cấp này thành chính thức .

## Địa lý
Các huyện giáp ranh (từ phía nam theo chiều kim đồng hồ) là: Rasi Salai của tỉnh Sisaket, Phon Sai, Nong Hi và Phanom Phrai của tỉnh Roi Et, và Maha Chana Chai của tỉnh Yasothon.

## Hành chính
Huyện này được chia thành 4 phó huyện (tambon), các đơn vị này lại được chia ra thành 44 làng (muban). Không có khu vực đô thị, có 4 Tổ chức hành chính tambon.
| STT. | Tên           | Tên Thái | Số làng | Dân số |  |
| ---- | ------------- | -------- | ------- | ------ |  |
| 1.   | Kung          | กุง       | 14      | 8.181  |  |
| 2.   | Khli Kling    | คลีกลิ้ง    | 11      | 5.439  |  |
| 3.   | Nong Bua Dong | หนองบัวดง | 9       | 4.530  |  |
| 4.   | Chot Muang    | โจดม่วง   | 10      | 2.707  |  |